# Betonmolen
Een betonmolen is een werktuig waarmee grind, zand, cement en water gemengd worden tot metsel- of betonspecie of waarmee de betonspecie wordt vervoerd. Er zijn kleine betonmolens voor gebruik op de bouwplek en grote zelfrijdende betonmolens voor het vervoer van in een betonmortelcentrale aangemaakte specie.

## Kleine betonmolen

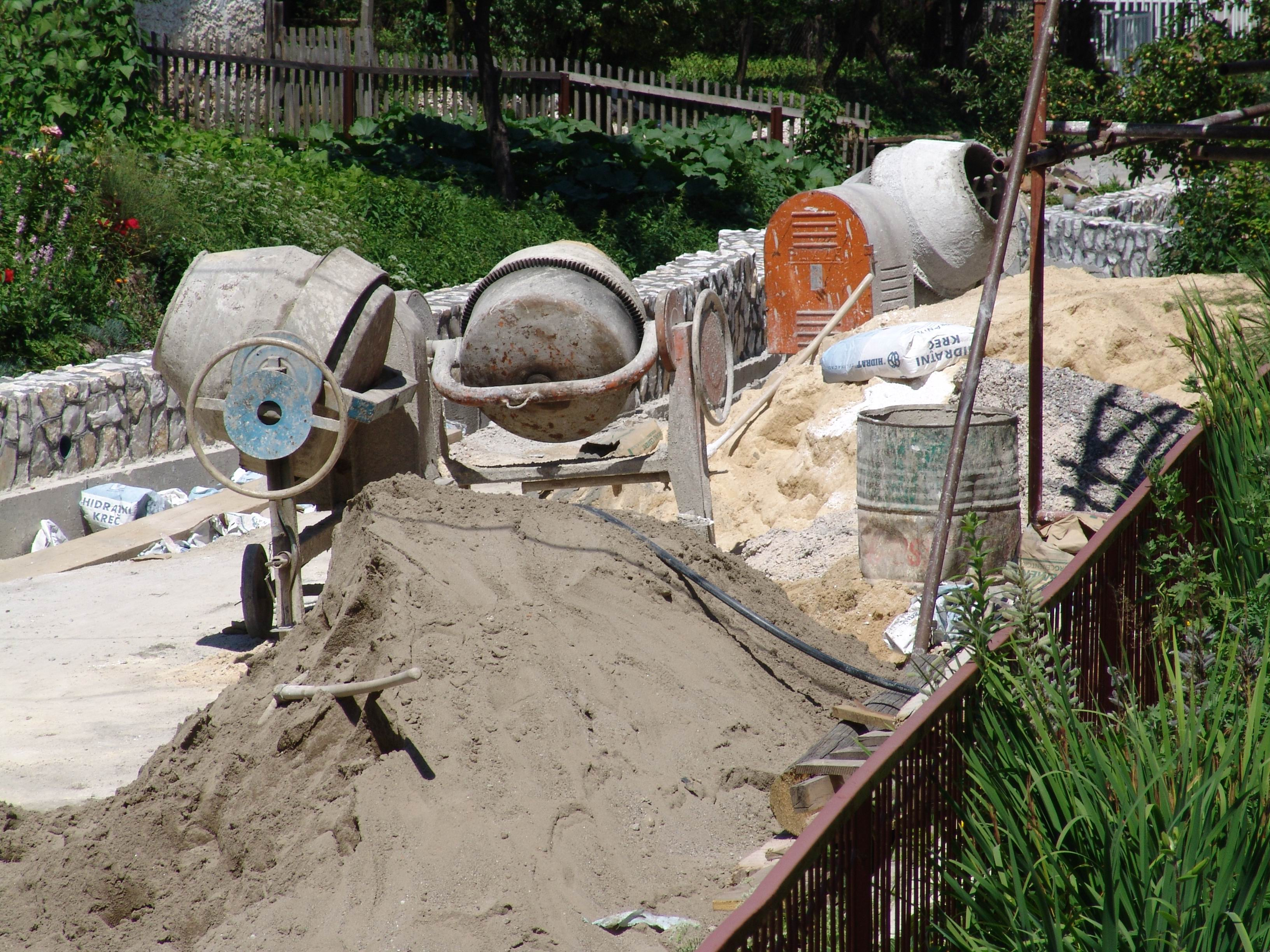
Kleine betonmolens

Het aanmaken van een betonmengsel met een betonmolen gaat als volgt:
1. De betonmolen starten;
2. De helft van de granulaten, en een deel van het water toevoegen;
3. Al het cement toevoegen;
4. Het zand en de rest van het grind toevoegen;
5. Water toevoegen tot de plasticiteit in orde is;
6. Enkele minuten laten doormengen.

Een kleine betonmolen heeft binnen in de draaibare trommel schuin geplaatste schoepen waardoor het mengsel naar boven gebracht wordt dat vervolgens door de zwaartekracht weer naar beneden valt. Ook bij lange mengtijden wordt het mengsel niet goed homogeen. De trommel wordt aangedreven door een elektromotor of benzinemotor. De trommel wordt leeggemaakt door de opening van de draaiende trommel met een handwiel naar beneden te draaien.

## Zelfrijdende betonmolen

Werking van een zelfrijdende betonmolen

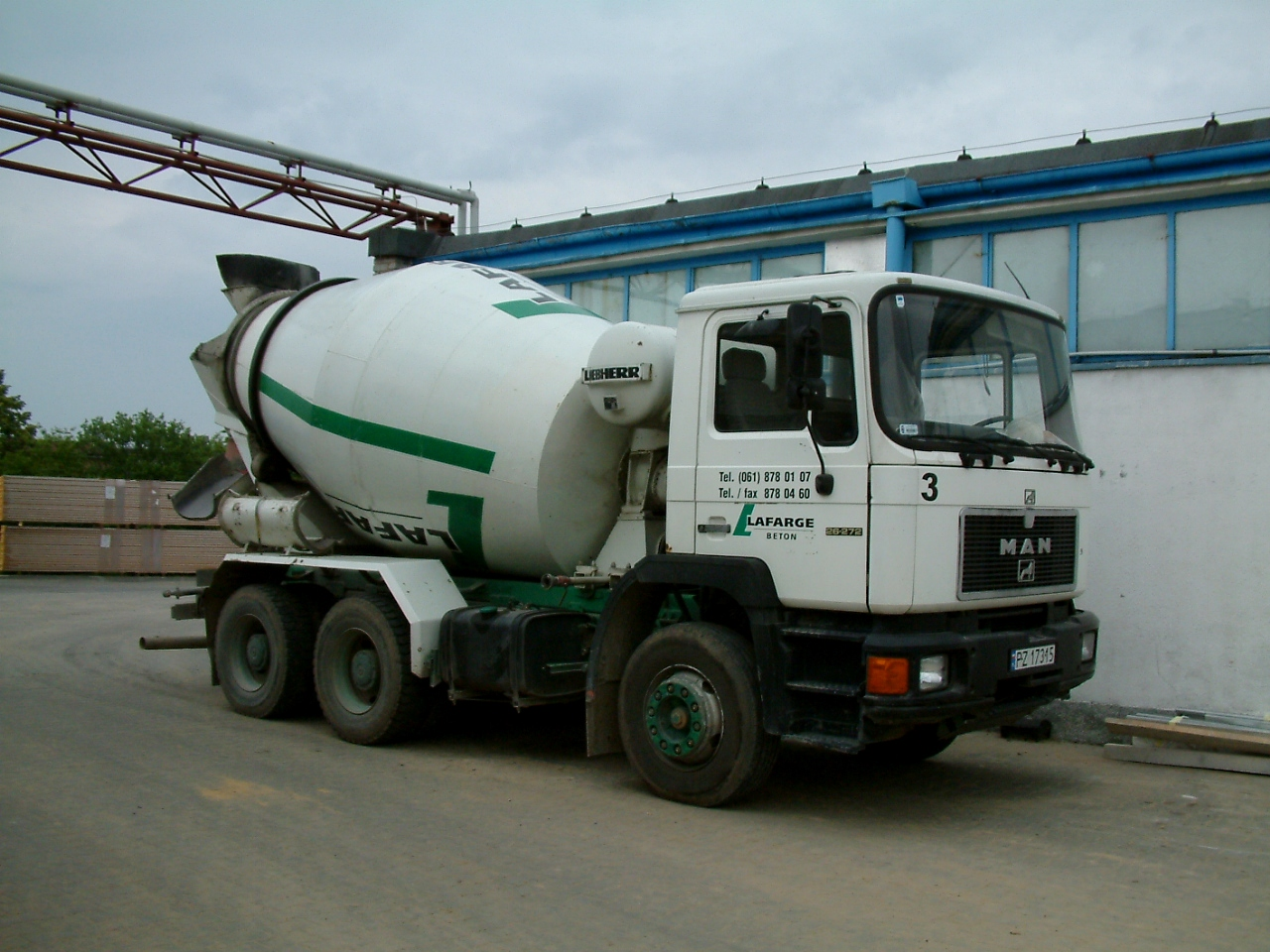
Zelfrijdende betonmolen

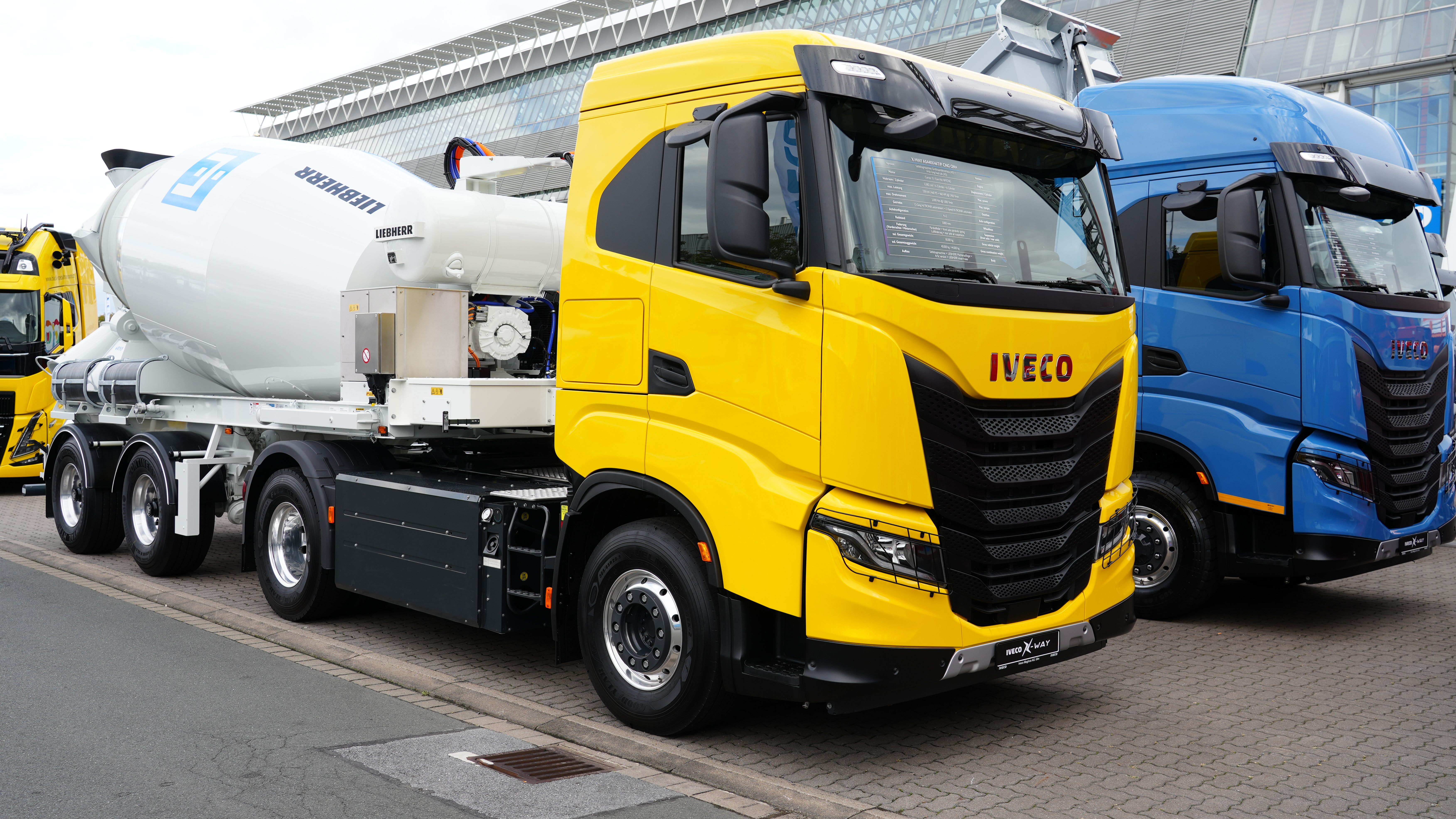
Trekker-oplegger combinatie

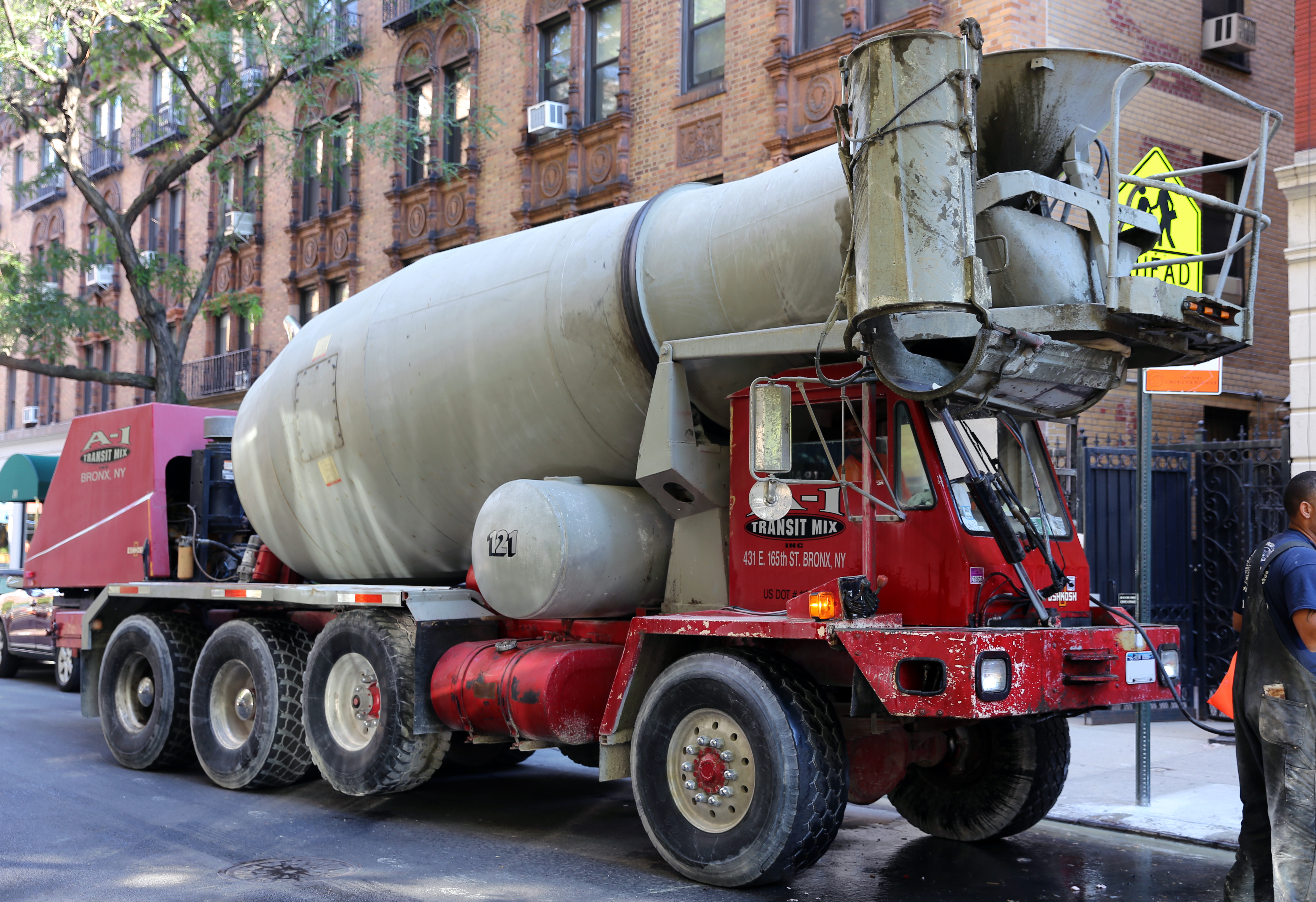
In Noord-Amerika wordt ook aan de voorzijde geladen en gelost

Bij grote bouwwerken is het te tijdrovend om ter plaatse beton te mengen. Het mengsel wordt daarom aangevoerd vanuit een betonmortelcentrale. In een zelfrijdende betonmolen, ook wel betonmixer, truckmixer of in de volksmond cementwagen genoemd, kan beton worden gemixt en vervoerd van de betonmortelcentrale naar de bouwplaats.
In de trommel bevindt zich een vaste spiraal aan de trommelwand, die tijdens het transport het betonmengsel homogeen houdt en tijdens het lossen het mengsel omhoog transporteert. Via een verlenggoot kan het beton dan op de gewenste plaats worden gestort. Verder bestaat de trommel uit hoogwaardig staal om het mengsel van cement, zand, grind en water te behouden en zodat deze gemixt kan worden om een massa te creëren die stortklaar is. Sommige zelfrijdende betonmolens hebben een eigen pomp en mast: de mixerbetonpomp.
Zelfrijdende betonmolens hebben als groot logistiek voordeel dat de beton kant en klaar wordt aangeleverd. Een nadeel is dat de mixer met lading hoog op de vrachtwagen staat, hierdoor ligt het zwaartepunt ook hoog en is de wagen gevoelig voor kantelen. Een complicatie is nog, dat de molen voortdurend draait, zodat de aandrijving tijdens het rijden een koppelmoment veroorzaakt. Het gevolg is, dat de wagen in linkerbochten anders reageert dan in rechterbochten. De meeste truckmixers moeten zowel op de openbare weg als op bouwterreinen uit de voeten kunnen. Het totale eisenpakket leidt tot hoogwaardige ondersteltechniek. Een gangbare configuratie voor truckmixers in de eerste decennia van de 21e eeuw bestaat in Europa uit vier of vijf luchtgeveerde assen: twee sturende voorassen, twee aangedreven achterassen met dubbellucht en eventueel een gestuurde naloopas met enkellucht. Het zijn dan ook zware voertuigen, die door hun afmetingen en wieldruk niet overal inzetbaar zijn.

## Verschillende merken mobiele betonmolens
Voorbeelden van fabrikanten van mobiele betonmolens zijn:
- Belle Group
- Liebherr
- Putzmeister
- De Buf